# Alinea luciae
Espèce
Synonymes
- Mabuia luciae Garman, 1887

Alinea luciae est une espèce de sauriens de la famille des Scincidae.

## Répartition
Cette espèce est endémique de Sainte-Lucie.

## Étymologie
Cette espèce est nommée en référence au lieu de sa découverte : Sainte-Lucie.

## Publication originale
- Garman, 1887 : On West Indian reptiles. Scincidae. Bulletin of the Essex Institute, vol. 19, p. 51-53 (texte intégral).